# CMOS матрица
CMOS сензор (ДМОП матрица) (на английски: CMOS Image Sensor) е тип полупроводников сензор за изображения, който преобразува сноповете фотони, попадащи върху неговата повърхност, в електрически сигнал в цифров вид чрез технологията ДМОП (допълващ се метално-окисен полупроводник). Най-често се среща в цифрови фотоапарати, камери и други устройства за заснемане. По-ранни предшественици на ДМОП матриците са иконоскопите (вакуумни видео тръби).
В днешно време освен CMOS сензорите, вторият по разпространение вид полупроводников картинен сензор е CCD сензорът. И двата типа сензори изпълняват една и съща роля, но се отличават по технологията, по която те пренасят и преобразуват електрическия заряд. Предимство на ДМОП сензорите се свежда до това, че върху една и съща силициева подложка може да бъде изградена схема за отчитане на фотодиодната матрица, както и преобразуването на отчетения сигнал в цифров вид може да бъде постигнат с помощта на аналогово-цифрови преобразуватели изградени върху същата подложка. При CCD сензорите отчитането на аналоговата величина от всеки пиксел става с помощта на външни интегрални схеми, което прави цялостната система на камерите използващи CCD сензори по-нискоинтегрируема.
ДМОП картинните сензори се делят на два вида според устройството на техните пиксели, а именно:
- С активен пиксел
- С пасивен пиксел